# Пунта Буфео, Кампо Туристико (Енсенада)
Пунта Буфео, Кампо Туристико (шп. Punta Bufeo, Campo Turístico) насеље је у Мексику у савезној држави Доња Калифорнија у општини Енсенада. Насеље се налази на надморској висини од 0 м.

## Становништво
Према подацима из 2010. године у насељу је живело 6 становника.

### Хронологија
| Година       | 2000       | 2005 | 2010 |
| ------------ | ---------- | ---- | ---- |
| Становништво | 10 (5 / 5) | 3    | 6    |

### Попис
| # | Индикатор                     | Вредност |
| - | ----------------------------- | -------- |
| 1 | Укупно домаћинстава           | 28       |
| 2 | Укупно насељених домаћинстава | 2        |
| 3 | Величина локације             | 1        |